# Донской, Марк Григорьевич
Марк Григорьевич Донской — советский государственный деятель.

## Биография

### Ранний период
Родители — Гилель Гиршевич Донской (1867—?) и Тойба Менделевна Донская (1869—?), уроженцы Сиротино Витебского уезда. В 1907—1911 годах репетиторствовал в Риге, состоял членом ячеек Бунда.
В 1911 году закончил реальное училище в Риге.
Затем получал высшее образование:

В 1911-1914студент в г. Киеве, студент медицинского факультета Цюрихского, Бернского университетов, председатель студенческого культурного общества (1913 г. Берн). В 1915-1916- студент медицинского факультета, руководитель комитета Бунда в г. Ростове на Дону. В 1916-1917-студент, руководитель комитета Бунда в г. Юрьеве, член исполкома Юрьевского советов депутатов трудящихся (1917). В 1917-1918-секретарь комитетов Бунда в г. Риге,Саратове.

В 1918—1919 годах вёл революционную работу в оккупированных немцами Юрьеве и Риге.

### Карьера
В 1918—1921 годах — старший, главный врач санитарного поезда № 3 армии Советской Латвии, в госпитале в Риге, член исполкома Рижского комитета Бунда и руководитель его левого крыла, председатель главного комитета и редактор газет Коммунистического Бунда Латвии, секретарь Центрального правления и издательства еврейского пролетарского культурного общества Латвии «Арбетергейм».
В апреле 1921 года арест и высылка из Латвии за коммунистическую деятельность, делегат 111 Конгресса Коминтерна от Компартии Латвии, врач-инструктор орготдела Наркомата здравоохранения СССР.
В 1921—1922 годах — заместитель заведующего отделом здравоохранения Смоленского губисполкома — секретарь партячейки 142-го отд. батальона войск ГПУ, 3-й запасной пехотной школы и строительного техникума.
В 1922—1925 годах — заведующий Смоленским (1922—1924), Ивановским (1924—1925) губернскими отделами здравоохранения.
В 1925—1931 годах — заведующий подсекцией здравоохранения Госплана РСФСР.
В 1931 году — член Президиума Госплана РСФСР.
В 1931—1933 годах — заместитель наркома здравоохранения СССР.
С июля по сентябрь 1933 года — нарком здравоохранения КАССР.
В 1933—1937 годах — заведующий Азовско-Черноморским крайздравом (Ростов-на-Дону).

### Опала и казнь
Затем подвергся репрессиям:

Репрессирован. Арестован 05.07.1937 г., приговорен Выездной Коллегией Верховного Суда СССР 17.06.1938 г. к высшей мере наказания (ВМН). Реабилитирован 12.04.1958 г.

## Семья
Был женат, его супруга была врачом и получила образование зарубежом. В семье родилось двое сыновей, старший из них — Григорий — стал педагогом и был удостоен Государственной премии СССР.